# EFL Cup

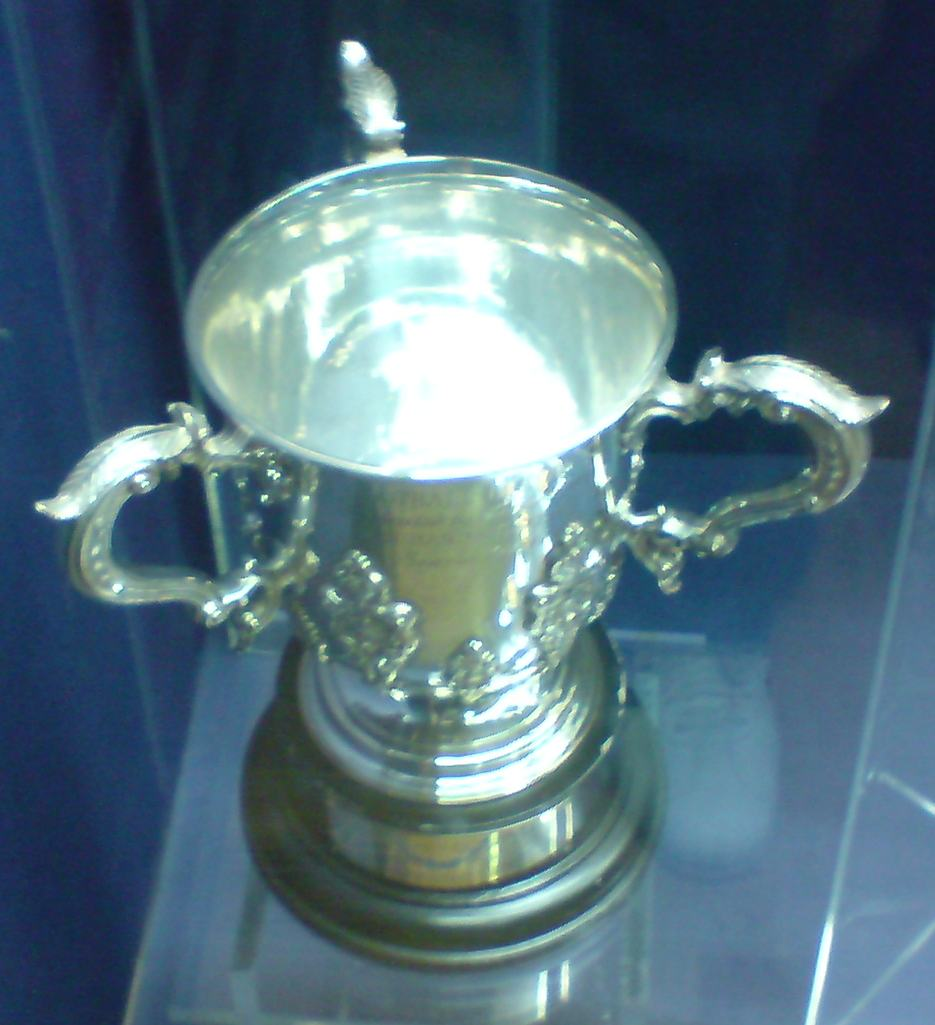
Die Trophäe des EFL Cup

Der EFL Cup (bis 2016 Football League Cup, durch Namenssponsoring seit dem Wettbewerb 2017/18 Carabao Cup genannt) ist ein Pokalwettbewerb im englischen Fußball. Wie der prestigeträchtigere FA Cup wird er im K.-o.-System ausgespielt, aber abweichend sind hier nur die 72 Mitglieder der English Football League – die den Wettbewerb organisiert – und die 20 Vereine der Premier League startberechtigt. Der Sieger des EFL Cups qualifiziert sich für die UEFA Conference League (bis 2020 für die UEFA Europa League).
Der EFL Cup steht von der Bedeutung her deutlich im Schatten des FA Cups und wurde zu Zeiten des Sponsorings durch den Bierbrauer Worthington & Co. auch Worthless Cup (zu deutsch: „Wertloser Pokal“) verspottet. Ebenfalls gebräuchlich ist die abwertende Bezeichnung Mickey Mouse Cup. Die Spitzenvereine tendieren dazu, in EFL-Cup-Spielen Reserve- oder Jugendspieler einzusetzen.

## Format des Wettbewerbs
Die Begegnungen mit Ausnahme des Halbfinales sind jeweils einzelne Spiele, die im Falle eines Remis nach 90 Minuten in einem Elfmeterschießen entschieden werden. Die Gewinner ziehen in die nächste Runde des Wettbewerbs ein. Im Finale gibt es bei Remis Verlängerung und erst danach evtl. Elfmeterschießen.

### Vorrunde
Eine Vorrunde wird stets nur dann ausgespielt, wenn die Anzahl der Vereine, die an den europäischen Wettbewerben teilnehmen, die Anzahl der Freilose für Vereine in der zweiten Runde beeinflusst und dadurch nicht zu mehr Freilosen in der ersten Runde führt (siehe dazu auch die Regelungen der ersten und zweiten Runde). Die Spiele werden in der Regel zwischen Vereinen am Tabellenende der vierten Liga (Football League Two) ausgetragen und betreffen dabei normalerweise genau die Klubs, die gerade aus der fünften Liga (Conference National) aufgestiegen sind.

### Erste Runde
Alle Vereine der English Football League (EFL), also der zweiten bis vierten Liga (Football League Championship, Football League One und Football League Two), steigen in dieser Runde in den Pokal ein, sofern sie nicht an der UEFA Europa League teilnehmen. Die Sieger der Vorrunde komplettieren das Teilnehmerfeld. Mitunter ist es wegen der europäisch aktiven Vereine nötig, Erstenrunden-Freilose zu verteilen. Dies könnte der Fall sein, wenn (oder auch nicht) Vereine der EFL sich europäisch qualifiziert haben und wenn eine vorherige Vorrunde einen besseren Weg darstellte, eine gerade Anzahl von Spielen zu konstruieren. Die Vereine, die so ein Freilos erhalten, sind die in der EFL höchstplatzierten Klubs. In der Regel sind dies die Absteiger aus der Premier League.
In der ersten Runde werden die Vereine der nördlichen oder südlichen Region zugeteilt, wobei dies nicht immer zu zwei gleich großen Hälften führt. In jedem Bereich wird die Hälfte der Vereine gesetzt und bestimmt, ob dieser ein Heim- oder Auswärtsspiel bestreitet. Dann wird je ein ungesetzter Verein aus derselben Region als Gegner zugelost.

### Zweite Runde
Zusätzlich zu den Gewinnern der ersten Runde steigen nun die Vereine der Premier League in den Wettbewerb ein. Ausgenommen sind alle Klubs, die an der Champions League, Europa League oder Europa Conference League teilnehmen.

### Dritte Runde
Alle Vereine, die an den europäischen Wettbewerben teilnehmen, steigen nun in den Wettbewerb ein und komplettieren mit den Siegern der zweiten Runde ein Feld von insgesamt 32 Vereinen.

### Achtelfinale und Viertelfinale
Beide Runden werden im K.-o.-System gespielt. Es gelten die gleichen Regeln wie bisher.

### Halbfinale
Die vier Sieger der Viertelfinalspiele nehmen in dieser Runde teil.
Die beiden Begegnungen werden in jeweils zwei Spielen ausgetragen, wobei jeder Verein gegen seinen zugelosten Gegner ein Heim- und ein Auswärtsspiel austrägt. Die Sieger, ermittelt aus der Addition der beiden Spielergebnisse, ziehen ins Finale ein. Sollte das addierte Resultat zu einem Remis führen, so wird die Partie im Elfmeterschießen entschieden. Seit der Saison 2018/19 ist die Auswärtstorregel aus dem EFL Cup gestrichen und ein Gleichstand führt sofort zum Elfmeterschießen. Ausnahme bildet das Finalspiel.

### Finale
Die beiden Gewinner der Halbfinals treten im Finale im Wembley-Stadion gegeneinander an und ermitteln den Sieger des EFL Cups.
Derzeit vergibt der englische Verband einen Startplatz für die UEFA Conference League an den EFL-Cup-Gewinner. Er tritt statt des Tabellensechsten der Premier League in der dritten Qualifikationsrunde zur Europa League an.
Sollte der EFL-Cup-Gewinner sich anderweitig, z. B. durch den Gewinn eines internationalen Titels oder indem man mindestens Platz 5 in der Premier League erreicht, für einen internationalen Wettbewerb qualifizieren, so rückt nicht etwa der unterlegene Finalist, sondern ein weiterer Teilnehmer der Premier League, im Allgemeinen der Tabellensechste, nach. Gibt es auch durch den FA Cup einen Nachrücker für die Europa League, so wird üblicherweise der Tabellensiebte für die Europa Conference League nominiert.

## Geschichte
Während der 1950er-Jahre erweiterten die großen englischen Vereine ihre Stadien um Flutlichtanlagen. Dies eröffnete ihnen die Möglichkeit, Abende von Werktagen auch im Winter zu nutzen. Die Einführung des Football League Cups, abgekürzt League Cup, in der Saison 1960/61 war eine unmittelbare Reaktion auf diese Entwicklung und wurde explizit als Wettbewerb eingeführt, der in der Mitte einer Woche unter Flutlicht ausgespielt wurde. In der Anfangszeit wurde der League Cup von vielen Vereinen abgelehnt und es war allein der Qualifikationsmöglichkeit zum UEFA-Pokal zu verdanken, dass später alle Vereine an dem Wettbewerb teilnahmen.
Die Rekordtitelträger sind der FC Liverpool mit zehn und Manchester City mit acht Siegen; beide Teams gewannen von 1981 bis 1984 bzw. von 2018 bis 2021 den Pokal viermal hintereinander. Der letzte Sieg des FC Newcastle gelang 2025 gegen FC Liverpool.
Als der Organisator des League Cups, die Football League, im Jahr 2016 ihren Namen in English Football League (EFL) änderte, wurde auch der Name des Football League Cups zu EFL Cup angepasst.

## Sponsoring
Seit dem Jahr 1982 wird der EFL Cup unter einer wechselnden Bezeichnung des jeweils aktuellen Sponsors ausgetragen:
- 1982–1986 Milk Cup (britischer Milchverband)
- 1986–1990 Littlewoods Challenge Cup
- 1990–1993 Rumbelows Cup (Unterhaltungselektronikhandel)
- 1993–1998 Coca-Cola Cup
- 1998–2003 Worthington Cup (Biermarke)
- 2003–2012 Carling Cup
- 2012–2016 Capital One Cup
- 2016–2017 EFL Cup (ohne Sponsor)
- 2017–0000 Carabao Cup (Getränkemarke)

## Die Endspiele im Überblick
| Jahr      | Spielstätte(n)                                        | Sieger                  | Ergebnis                          | Finalist             |
| --------- | ----------------------------------------------------- | ----------------------- | --------------------------------- | -------------------- |
| 1960/61   | Millmoor / Villa Park                                 | Aston Villa             | 0:2 / 3:0 n. V.                   | Rotherham United     |
| 1961/62   | Spotland Stadium / Carrow Road                        | Norwich City            | 3:0 / 1:0                         | AFC Rochdale         |
| 1962/63   | St. Andrew’s Stadium / Villa Park                     | Birmingham City         | 3:1 / 0:0                         | Aston Villa          |
| 1963/64   | Victoria Ground / Filbert Street                      | Leicester City          | 1:1 / 3:2                         | Stoke City           |
| 1964/65   | Stamford Bridge / Filbert Street                      | FC Chelsea              | 3:2 / 0:0                         | Leicester City       |
| 1965/66   | Upton Park / The Hawthorns                            | West Bromwich Albion    | 1:2 / 4:1                         | West Ham United      |
| 1966/67   | Wembley-Stadion                                       | Queens Park Rangers     | 3:2                               | West Bromwich Albion |
| 1967/68   | Wembley-Stadion                                       | Leeds United            | 1:0                               | FC Arsenal           |
| 1968/69   | Wembley-Stadion                                       | Swindon Town            | 3:1 n. V.                         | FC Arsenal           |
| 1969/70   | Wembley-Stadion                                       | Manchester City         | 2:1 n. V.                         | West Bromwich Albion |
| 1970/71   | Wembley-Stadion                                       | Tottenham Hotspur       | 2:0                               | Aston Villa          |
| 1971/72   | Wembley-Stadion                                       | Stoke City              | 2:1                               | FC Chelsea           |
| 1972/73   | Wembley-Stadion                                       | Tottenham Hotspur       | 1:0                               | Norwich City         |
| 1973/74   | Wembley-Stadion                                       | Wolverhampton Wanderers | 2:1                               | Manchester City      |
| 1974/75   | Wembley-Stadion                                       | Aston Villa             | 1:0                               | Norwich City         |
| 1975/76   | Wembley-Stadion                                       | Manchester City         | 2:1                               | Newcastle United     |
| 1976/77   | Wembley-Stadion / Hillsborough Stadium / Old Trafford | Aston Villa             | 0:0 n. V. / 1:1 n. V. / 3:2 n. V. | FC Everton           |
| 1977/78   | Wembley-Stadion / Old Trafford                        | Nottingham Forest       | 0:0 n. V. / 1:0                   | FC Liverpool         |
| 1978/79   | Wembley-Stadion                                       | Nottingham Forest       | 3:2                               | FC Southampton       |
| 1979/80   | Wembley-Stadion                                       | Wolverhampton Wanderers | 1:0                               | Nottingham Forest    |
| 1980/81   | Wembley-Stadion / Villa Park                          | FC Liverpool            | 1:1 n. V. / 2:1                   | West Ham United      |
| 1981/82   | Wembley-Stadion                                       | FC Liverpool            | 3:1 n. V.                         | Tottenham Hotspur    |
| 1982/83   | Wembley-Stadion                                       | FC Liverpool            | 2:1 n. V.                         | Manchester United    |
| 1983/84   | Wembley-Stadion / Maine Road                          | FC Liverpool            | 0:0 n. V. / 1:0                   | FC Everton           |
| 1984/85   | Wembley-Stadion                                       | Norwich City            | 1:0                               | AFC Sunderland       |
| 1985/86   | Wembley-Stadion                                       | Oxford United           | 3:0                               | Queens Park Rangers  |
| 1986/87   | Wembley-Stadion                                       | FC Arsenal              | 2:1                               | FC Liverpool         |
| 1987/88   | Wembley-Stadion                                       | Luton Town              | 3:2                               | FC Arsenal           |
| 1988/89   | Wembley-Stadion                                       | Nottingham Forest       | 3:1                               | Luton Town           |
| 1989/90   | Wembley-Stadion                                       | Nottingham Forest       | 1:0                               | Oldham Athletic      |
| 1990/91   | Wembley-Stadion                                       | Sheffield Wednesday     | 1:0                               | Manchester United    |
| 1991/92   | Wembley-Stadion                                       | Manchester United       | 1:0                               | Nottingham Forest    |
| 1992/93   | Wembley-Stadion                                       | FC Arsenal              | 2:1                               | Sheffield Wednesday  |
| 1993/94   | Wembley-Stadion                                       | Aston Villa             | 3:1                               | Manchester United    |
| 1994/95   | Wembley-Stadion                                       | FC Liverpool            | 2:1                               | Bolton Wanderers     |
| 1995/96   | Wembley-Stadion                                       | Aston Villa             | 3:0                               | Leeds United         |
| 1996/97   | Wembley-Stadion / Hillsborough Stadium                | Leicester City          | 1:1 n. V. / 1:0 n. V.             | FC Middlesbrough     |
| 1997/98   | Wembley-Stadion                                       | FC Chelsea              | 2:0 n. V.                         | FC Middlesbrough     |
| 1998/99   | Wembley-Stadion                                       | Tottenham Hotspur       | 1:0                               | Leicester City       |
| 1999/2000 | Wembley-Stadion                                       | Leicester City          | 2:1                               | Tranmere Rovers      |
| 2000/01   | Millennium Stadium                                    | FC Liverpool            | 1:1 n. V. / 5:4 i. E.             | Birmingham City      |
| 2001/02   | Millennium Stadium                                    | Blackburn Rovers        | 2:1                               | Tottenham Hotspur    |
| 2002/03   | Millennium Stadium                                    | FC Liverpool            | 2:0                               | Manchester United    |
| 2003/04   | Millennium Stadium                                    | FC Middlesbrough        | 2:1                               | Bolton Wanderers     |
| 2004/05   | Millennium Stadium                                    | FC Chelsea              | 3:2 n. V.                         | FC Liverpool         |
| 2005/06   | Millennium Stadium                                    | Manchester United       | 4:0                               | Wigan Athletic       |
| 2006/07   | Millennium Stadium                                    | FC Chelsea              | 2:1                               | FC Arsenal           |
| 2007/08   | Wembley-Stadion                                       | Tottenham Hotspur       | 2:1 n. V.                         | FC Chelsea           |
| 2008/09   | Wembley-Stadion                                       | Manchester United       | 0:0 n. V. / 4:1 i. E.             | Tottenham Hotspur    |
| 2009/10   | Wembley-Stadion                                       | Manchester United       | 2:1                               | Aston Villa          |
| 2010/11   | Wembley-Stadion                                       | Birmingham City         | 2:1                               | FC Arsenal           |
| 2011/12   | Wembley-Stadion                                       | FC Liverpool            | 2:2 n. V. / 3:2 i. E.             | Cardiff City         |
| 2012/13   | Wembley-Stadion                                       | Swansea City            | 5:0                               | Bradford City        |
| 2013/14   | Wembley-Stadion                                       | Manchester City         | 3:1                               | AFC Sunderland       |
| 2014/15   | Wembley-Stadion                                       | FC Chelsea              | 2:0                               | Tottenham Hotspur    |
| 2015/16   | Wembley-Stadion                                       | Manchester City         | 1:1 n. V. / 3:1 i. E.             | FC Liverpool         |
| 2016/17   | Wembley-Stadion                                       | Manchester United       | 3:2                               | FC Southampton       |
| 2017/18   | Wembley-Stadion                                       | Manchester City         | 3:0                               | FC Arsenal           |
| 2018/19   | Wembley-Stadion                                       | Manchester City         | 0:0 n. V. / 4:3 i. E.             | FC Chelsea           |
| 2019/20   | Wembley-Stadion                                       | Manchester City         | 2:1                               | Aston Villa          |
| 2020/21   | Wembley-Stadion                                       | Manchester City         | 1:0                               | Tottenham Hotspur    |
| 2021/22   | Wembley-Stadion                                       | FC Liverpool            | 0:0 n. V. / 11:10 i. E.           | FC Chelsea           |
| 2022/23   | Wembley-Stadion                                       | Manchester United       | 2:0                               | Newcastle United     |
| 2023/24   | Wembley-Stadion                                       | FC Liverpool            | 1:0 n. V.                         | FC Chelsea           |
| 2024/25   | Wembley-Stadion                                       | Newcastle United        | 2:1                               | FC Liverpool         |

### Rangliste der Sieger
| Rang | Verein                  | Siege | Jahr/e                                                     |
| ---- | ----------------------- | ----- | ---------------------------------------------------------- |
| 1    | FC Liverpool            | 10    | 1981, 1982, 1983, 1984, 1995, 2001, 2003, 2012, 2022, 2024 |
| 2    | Manchester City         | 8     | 1970, 1976, 2014, 2016, 2018, 2019, 2020, 2021             |
| 3    | Manchester United       | 6     | 1992, 2006, 2009, 2010, 2017, 2023                         |
| 4    | Aston Villa             | 5     | 1961, 1975, 1977, 1994, 1996                               |
|      | FC Chelsea              | 5     | 1965, 1998, 2005, 2007, 2015                               |
| 6    | Tottenham Hotspur       | 4     | 1971, 1973, 1999, 2008                                     |
|      | Nottingham Forest       | 4     | 1978, 1979, 1989, 1990                                     |
| 8    | Leicester City          | 3     | 1964, 1997, 2000                                           |
| 9    | FC Arsenal              | 2     | 1987, 1993                                                 |
|      | Norwich City            | 2     | 1962, 1985                                                 |
|      | Birmingham City         | 2     | 1963, 2011                                                 |
|      | Wolverhampton Wanderers | 2     | 1974, 1980                                                 |
| 13   | West Bromwich Albion    | 1     | 1966                                                       |
|      | Queens Park Rangers     | 1     | 1967                                                       |
|      | Leeds United            | 1     | 1968                                                       |
|      | Swindon Town            | 1     | 1969                                                       |
|      | Stoke City              | 1     | 1972                                                       |
|      | Oxford United           | 1     | 1986                                                       |
|      | Luton Town              | 1     | 1988                                                       |
|      | Sheffield Wednesday     | 1     | 1991                                                       |
|      | Blackburn Rovers        | 1     | 2002                                                       |
|      | FC Middlesbrough        | 1     | 2004                                                       |
|      | Swansea City            | 1     | 2013                                                       |
|      | Newcastle United        | 1     | 2025                                                       |